# Lycée Jean-de-La-Fontaine (Château-Thierry)
Le lycée Jean-de-La-Fontaine est un lycée général et technologique des métiers de la santé, de la gestion et du commerce.

## Historique

### Le vieux collège de Château-Thierry
Le premier établissement scolaire où étaient enseignés le latin et les belles lettres est fondé par Blanche d'Artois ; Ce « petit collège », à l'emplacement du n° 20 de la rue du Château, est dirigé par les moines de l'abbaye de Val-Secret appartenant à l'ordre des Prémontrés. Certains biographes de La Fontaine prétendent que le fabuliste y fait ses premières études vers 1630.
Possédant depuis la création du collège de Château-Thierry, le titre de grand écolâtre, l’abbé de Val-secret peut prévaloir à la nomination de ses régents. Mais en 1720 ce droit est contesté par les échevins de Château-Thierry. Un accord est passé entre l’abbaye et la ville en 1721 par lequel il est convenu que la nomination du régent appartiendra aux échevins et aux gouverneurs et que l’abbé lui délivrera ses provisions.

### Le couvent des Cordeliers
Après la révolution, en 1803, le collège religieux est remplacé par une école secondaire communale qui, installée dans l'ancien couvent des Cordeliers est appelée collège en 1808. En 1813, le collège est fermé ; une pension privée occupe les locaux. En 1830, l'établissement redevient collège municipal. En 1889, il prend le nom de Collège Jean de La Fontaine, transféré en 1907. Les anciens bâtiments des Cordeliers abritent une école primaire et une école primaire supérieur de jeunes filles qui devient le collège Jean-Macé.

### Le couvent des Capucins
En 1907, il est transféré dans l'ancien couvent des Capucins, dans le faubourg d'Outre-Marne, comme collège d’abord (1er et 2e cycles avec école primaire) puis comme lycée jusqu’en 1974, les anciens bâtiments des Capucins devenant le collège Jean Racine.
Pendant la Première Guerre mondiale, le collège La Fontaine, rue du Collège, accueille un hôpital militaire auxiliaire, HA n° 35, avec 130 lits géré par la Société de secours aux blessés militaires (SSBM).

### Avenue de Champagne
En 1974, de nombreux bâtiments sont construits avenue de Champagne pour abriter le 2e cycle et les sections professionnelles : le lycée La Fontaine change de lieu et de structures pédagogiques. 

## Enseignants
Par ordre alphabétique :
- Jean Gaument
- Roger Louis
- Henry Massoul

## Anciens élèves
Par ordre chronologique des naissances : 
- Jean de La Fontaine (1621-1695)
- Albert Bligny (1849-1908)
- Achille Jacopin (1874-1958)
- Ba Jin (1904-2005)